# ممدوح اون
ممد
- مشارکت‌کنندگان ویکی‌پدیا. «Memduh Ün». در دانشنامهٔ ویکی‌پدیای انگلیسی، بازبینی‌شده در ۱۹ ژانویه ۲۰۱۹.